# Blautia wexlerae
Blautia wexlerae es una especie de  bacteria grampositiva del género Blautia. Fue descrita en el año 2008. Su etimología hace referencia a la microbióloga americana Hannah M. Wexler. Es anaerobia estricta. Tiene un tamaño de 1-1,5 μm de ancho por 1-3 μm de largo. Forma colonias grises y opacas. Catalasa negativa. Sensible a los antibióticos:vancomicina y kanamicina. Resistente a colistina. Se ha aislado de heces humanas. Se ha estudiado su uso para la regulación del metabolismo en ratones con obesidad y diabetes.